# 鬚鯿
鬚鯿（学名：Pogobrama barbatula，又稱须华鳊）是輻鰭魚綱鯉形目鯝科鬚鯿屬的其中一種鱼类（過去曾經被編收在華鯿屬下，後獨立為鬚鯿屬，屬下僅一種）。

## 分布
鬚鯿分布於亞洲中國廣西壯族自治區欽州。该物种的模式产地在广西钦州。

## 外型
鬚鯿背部深灰色，銀白色在下側與腹面上; 微弱淡黃色在鰭上。頭部後面的背部顯著中凸；嘴小的與裂縫傾斜的；唇細；觸鬚1對且短；眼大，眼間隔寬與中凸，體長可達20公分，棲息在中底層水域。